# Campeonato Mundial de Ginástica Artística de 2010 - Solo feminino
A competição de solo feminino do Campeonato Mundial de Ginástica Artística de 2010 teve sua final disputada no dia 24 de outubro. A qualificatória que definiu as ginastas finalistas foi disputada em 16 e 17 de outubro.

## Medalhistas
| Ouro   | AUS Lauren Mitchell |
| Prata  | RUS Aliya Mustafina |
| Prata  | ROU Diana Chelaru   |
| Bronze | nenhuma             |

## Resultados

### Qualificatória
Esses são os resultados da qualificatória.
| Pos. | Ginasta               | Total  | Nota |
| ---- | --------------------- | ------ | ---- |
| 1    | RUS Aliya Mustafina   | 14,833 | Q    |
| 2    | RUS Ksenia Afanasyeva | 14,766 | Q    |
| 3    | ROU Sandra Izbaşa     | 14,766 | Q    |
| 4    | CHN Lu Sui            | 14,633 | Q    |
| 5    | AUS Lauren Mitchell   | 14,466 | Q    |
| 6    | ROU Diana Chelaru     | 14,466 | Q    |
| 7    | ITA Vanessa Ferrari   | 14,458 | Q    |
| 8    | USA Alexandra Raisman | 14,383 | Q    |
| 9    | NED Celine van Gerner | 14,266 | R    |
| 10   | GBR Hannah Whelan     | 14,233 | R    |
| 11   | ROU Raluca Haidu      | 14,200 |      |
| 12   | RUS Anna Dementyeva   | 14,200 |      |
| 13   | USA Rebecca Bross     | 14,166 | R    |

- Q - qualificada para a final
- R - reserva

### Final
Esses são os resultados da final.
| Pos. | Ginasta               | Nota D | Nota E | Pen. | Total  |
| ---- | --------------------- | ------ | ------ | ---- | ------ |
|      | AUS Lauren Mitchell   | 5,900  | 8,933  |      | 14,833 |
|      | RUS Aliya Mustafina   | 5,800  | 8,966  |      | 14,766 |
|      | ROU Diana Chelaru     | 5,900  | 8,866  |      | 14,766 |
| 4    | USA Alexandra Raisman | 5,700  | 9,016  |      | 14,716 |
| 5    | CHN Lu Sui            | 5,700  | 8,966  |      | 14,666 |
| 6    | ITA Vanessa Ferrari   | 5,500  | 9,100  |      | 14,600 |
| 7    | ROU Sandra Izbaşa     | 5,900  | 8,893  | 0,8  | 13,983 |
| 8    | RUS Ksenia Afanasyeva | 5,800  | 6,900  |      | 12,700 |